# Rectoria de Saldet
La Rectoria de Saldet és un edifici de Ventalló (Alt Empordà) protegit com a bé cultural d'interès local. Està situada dins del petit nucli de Saldet, a l'extrem nord-est del municipi de Ventalló al qual pertany. L'edifici es troba adossat a l'església de Santa Eugènia de Saldet i presenta façana a la plaça del mateix nom.

## Descripció
És un edifici de planta rectangular, format per dos cossos adossats, amb coberta de dues vessants de teula i distribuït en planta baixa i pis. Les obertures del cos adossat a l'església són rectangulars i estan emmarcades amb carreus de pedra i amb les llindes planes. L'altre cos presenta, a la planta baixa, dues voltes d'arc rebaixat, una d'elles bastida amb lloses de pedra i l'altra catalana, refeta amb maons disposats a pla. Al pis hi ha una galeria de quatre arcades de mig punt, recolzades damunt pilars de maó, i coberta per un embigat de fusta interior. Davant d'aquesta part de l'edifici hi ha el jardí, que continua per la banda nord. El cos adossat a l'església és bastit amb pedra sense desbastar i abundant morter de calç, amb un revestiment arrebossat al damunt. L'altra part està refeta amb maons, alternant alguna pedra de mida gran al parament.

## Història
Segons els arxius del COAC es tracta d'una masia bastida vers el segle xvii amb posterior remodelacions, especialment al segle xix. Segons cadastre, aquesta parcel·la i l'església són la mateixa, per tant hom no pot descartar que en algun moment s'utilitzés com a rectoria de Saldet. Actualment funciona com habitatge unifamiliar.